# Fernando Martín Álvarez
Fernando Martín Álvarez (Trigueros del Valle, 1947. május 30. –) üzletember, politikus, a Real Madrid sportklub korábbi elnöke, 2006. február 27-től április 26-ig.
A valladolidi egyetemen mestervizsgát tett kémiából. Sokáig Valladolidban politizált, tagja volt egy városi pártnak is.
Három százalékos részesedése van egy elektronikai cégben, az Union Fenosában, valamint nem sokkal kevesebb mint egy százalékos tulajdonrésszel bír a telekommunikációs óriáscégben, a Telefónicában, illetve Spanyolország két legnagyobb bankjában, a Santander Central Hispanóban és a Banco Bilbao Vizcaya Argentariában (BBVA) is.
| Előző Florentino Pérez | A Real Madrid elnöke 2006 | Következő Luis Gómez-Montejano |